# Кухаржова, Ада
Ада Кухаржова (чеш. Ada Kuchařová, 5 января 1958, Брно, Чехословакия) — чешская ориентировщица, многократная призёрка чемпионатов мира по спортивному ориентированию.
Ада Кухаржова принимала участие в 11 чемпионатах мира и завоевала три серебряных и две бронзовых медали.
На домашнем чемпионате мира в 1991 года, проходившем в окрестностях городка Марианске-Лазне, стала обладательницей серебряной медали в индивидуальной гонке, уступив своей соотечественнице Яне Цисларовой на пятикилометровой дистанции 20 секунд.